# S. Lipschütz
Samuel o Salomon Lipschütz (Ungvár, 4 de juliol de 1863 - Hamburg, 30 de novembre de 1905) fou un jugador i escriptor d'escacs jueu. Va ser campió d'escacs dels Estats Units de 1892 a 1894.

## Biografia
Hi ha una considerable disputa sobre el nom de Lipschütz. L'historiador dels escacs Edward Winter escriu, "S. Lipschütz (1863–1905) va ser campió dels Estats Units, però els historiadors d'escacs encara no poden establir amb certesa el seu nom." The Chess-Player's Manual, al qual Lipschütz va aportar l'apèndix, només dona la seva primera inicial, "S". La Jewish Encyclopedia, diu que el seu primer nom era "Solomon". Jeremy Gaige al seu llibre de 1987 Chess Personalia: A Biobibliography enumera cinc fonts que donen el seu primer nom com a "Simon", quatre que el donen com a "Samuel", i una que el dona com a "Solomon". En un llibre anterior, Gaige va escriure: "El seu primer nom s'ha donat de diferents maneres Samuel, Simon o Solomon.El pes de l'evidència no afavoreix clarament cap d'ells." En una nova biografia de Lipschütz, Stephen Davies estableix que va utilitzar "Salomon" amb finalitats oficials, però que la seva família i amics l'anomenaven "Samuel".
Nascut a Ungvár, comtat d'Ung, Rutènia dels Carpats, Àustria-Hongria (actual Uzhhorod, Ucraïna), Lipschütz va emigrar a la ciutat de Nova York el 1880 a l'edat de disset anys. Aviat es va fer conegut en els cercles d'escacs i el 1883 va ser escollit com a membre d'un equip per representar el New York Chess Club en un matx contra el Philadelphia Chess Club, i en què va guanyar les seves dues partides. El 1885 va guanyar el campionat del New York Chess Club, i l'any següent va participar en el torneig internacional celebrat a Londres, on va quedar sisè, amb victòries sobre Johannes Zukertort i George Henry Mackenzie. Al sisè American Chess Congress celebrat a Nova York el 1889, Lipschütz va tornar a acabar sisè i va ser l'únic jugador nord-americà entre els guanyadors de premi. Lipschütz va guanyar el campionat d'escacs dels Estats Units el 1892 en derrotar Jackson Whipps Showalter en un matx amb set victòries a una i unes taules. Va aconseguir per al Manhattan Chess Club la possessió absoluta de la copa del repte "Staats-Zeitung" guanyant tres vegades els partits i tornejos de l'Associació d'Escacs de l'estat de Nova York. El 1900 va guanyar el Torneig Sexangular al Manhattan Chess Club per davant de Frank Marshall i Showalter. Lipschütz va jugar dues vegades amb Emanuel Lasker i va fer-hi taules els dos cops. Diverses partides jugades per Lipschütz es van publicar a Examples of Chess Master-Play (New Barnet, 1893).
Lipschütz va escriure un apèndix americà de 122 pàgines al manual del jugador d'escacs (Gossip, 1888) i va editar The Rice Gambit, Nova York, 1898. Un revisor anònim de The Chess-Player's Manual al New York Times va elogiar "l'apèndix del Sr. Lipschütz, que porta el desenvolupament de les obertures gairebé al dia". David Hooper i Kenneth Whyld escriuen a The Oxford Companion to Chess que l'apèndix de Lipschütz "va ajudar a fer d'aquest un dels llibres d'obertura estàndard de l'època".
William Ewart Napier va recordar Lipschütz com un "home petit fràgil, amb un aspecte i maneres de cavaller i un nas extravagantment llarg i punxegut — el Cyrano dels escacs". Segons Arthur Bisguier i Andrew Soltis, "Era un atacant metòdic amb algunes idees posicionals sorprenentment bones — i algunes de terribles". Com a exemple del primer, citen la seva novetat teòrica de 1889 a la Ruy López, 1.e4 e5 2. Cf3 Cc6 3. Ab5 d6 4. Axc6+ bxc6 5.d4 f6!, que el campió del món Wilhelm Steinitz va elogiar com a una "idea excel·lent i novedosa". Afectat per la tuberculosi, Lipschütz va marxar de Nova York diverses vegades per motius de salut, principalment a Santa Fe (1893), Los Angeles (1893–95) i Florida (1904). L'any 1904 va viatjar a Hamburg per rebre tractament, on va fer una sèrie d'operacions però no va sobreviure al tractament.